# تیم ملی فوتبال ماداگاسکار
تیم ملی فوتبال ماداگاسکار نماینده کشور ماداگاسکار در مسابقات بین‌المللی و آفریقایی است که زیر نظر فدراسیون فوتبال ماداگاسکار فعالیت می‌کند.
اولین بازی رسمی این تیم در تاریخ ۱۹۴۷ میلادی در برابر تیم ملی فوتبال موریس برگزار شده است.